# Ars Electronica

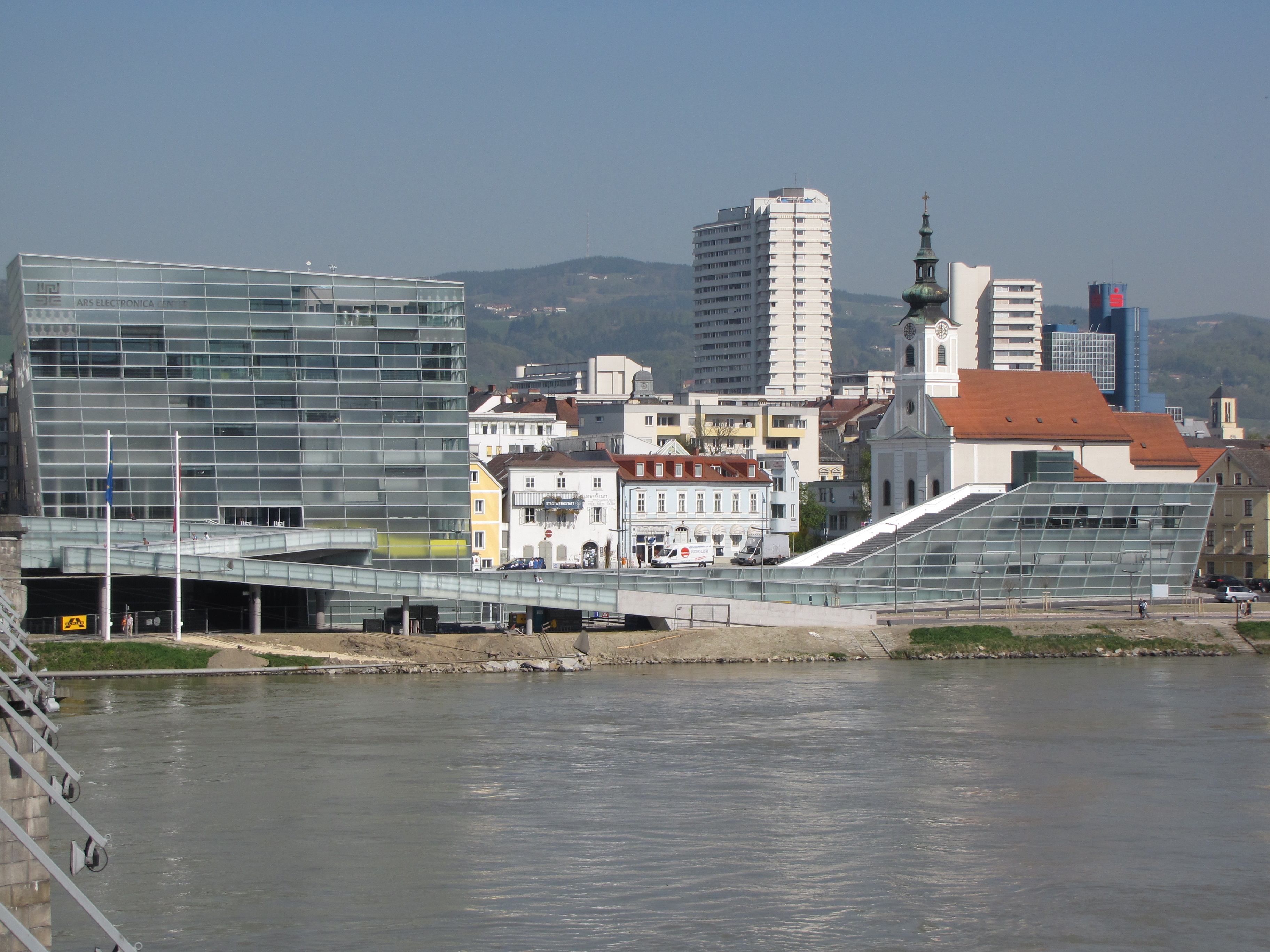
Ars Electronica Center (AEC) 2009

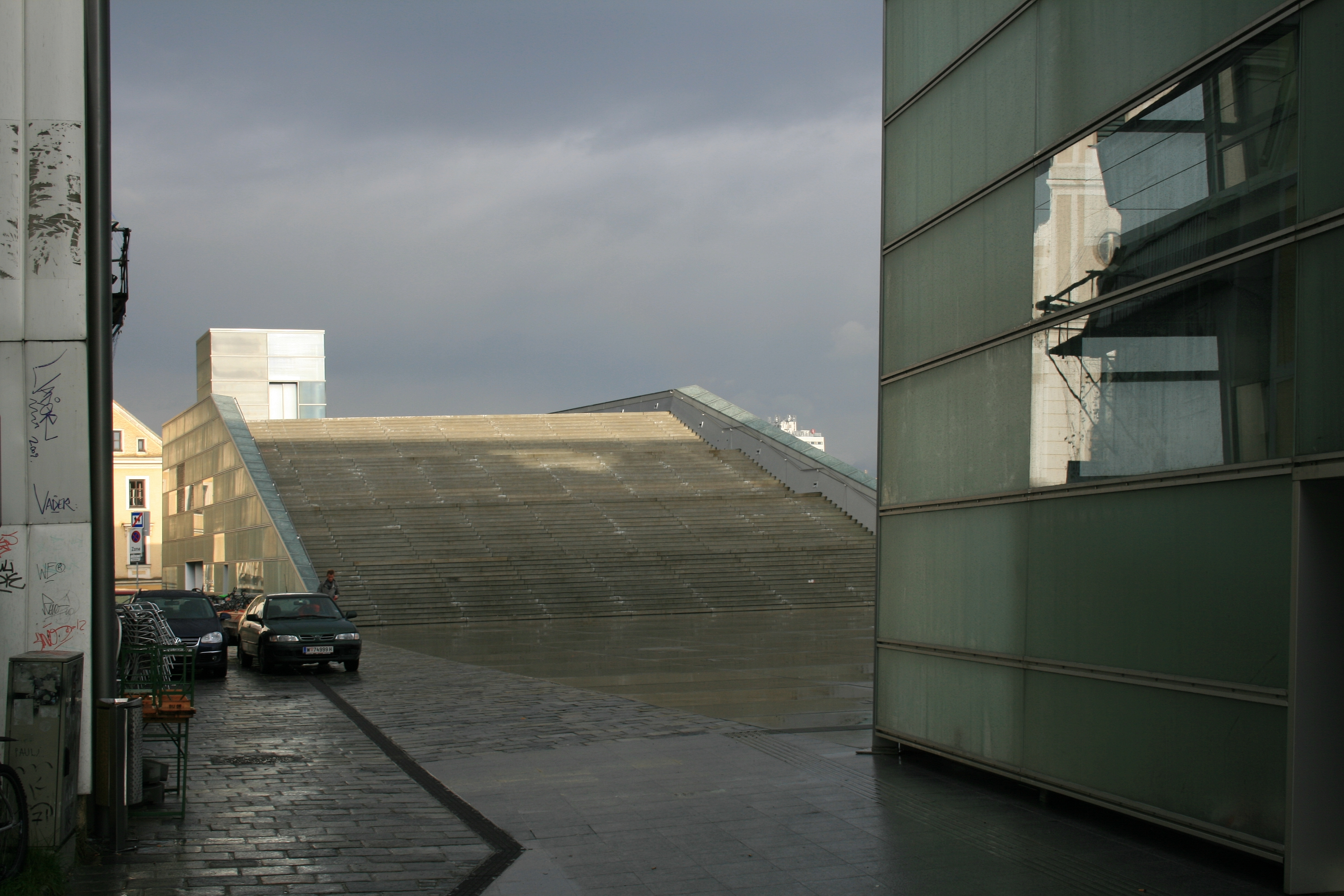
Pont principaux avec des escaliers d'assise

Ars Electronica est une organisation basée à Linz, en Autriche, qui se consacre à la promotion de la création numérique depuis 1979.
Les activités de Ars Electronica se déclinent comme suit :
- Ars Electronica : Ars Electronica est un festival consacré aux rapports entre art, technologie et société. Le festival est réalisé depuis 1979 à Linz. Tout d'abord sous la forme d'une Biennale, le Festival a lieu tous les ans depuis 1986. C'est le plus important festival international d'art numérique, les tendances et les évolutions à long terme imaginent l'avenir sous la forme d'œuvres d'art, des forums de discussion et de soutien scientifique. Le premier directeur du festival jusqu'en 1995 était Peter Weibel.

- Ars Electronica Center (AEC) – « musée du futur » : le AEC est le plus important musée d'art numérique et l'art médiatique. Ouvert en 1996. Aujourd'hui, le musée a 3 000 m2.

- Ars Electronica Futurelab : laboratoire des innovations futures, projets de recherche interdisciplinaires dans le domaine de la tension entre l'art, la technologie et la société

- Prix Ars Electronica : Compétition internationale d'art numérique. Désigné sous l'appellation Golden Nica, ces prix sont décernés chaque année pour différents domaines de l'art numérique. Ils sont présentement (2012) remis pour les catégories suivantes :

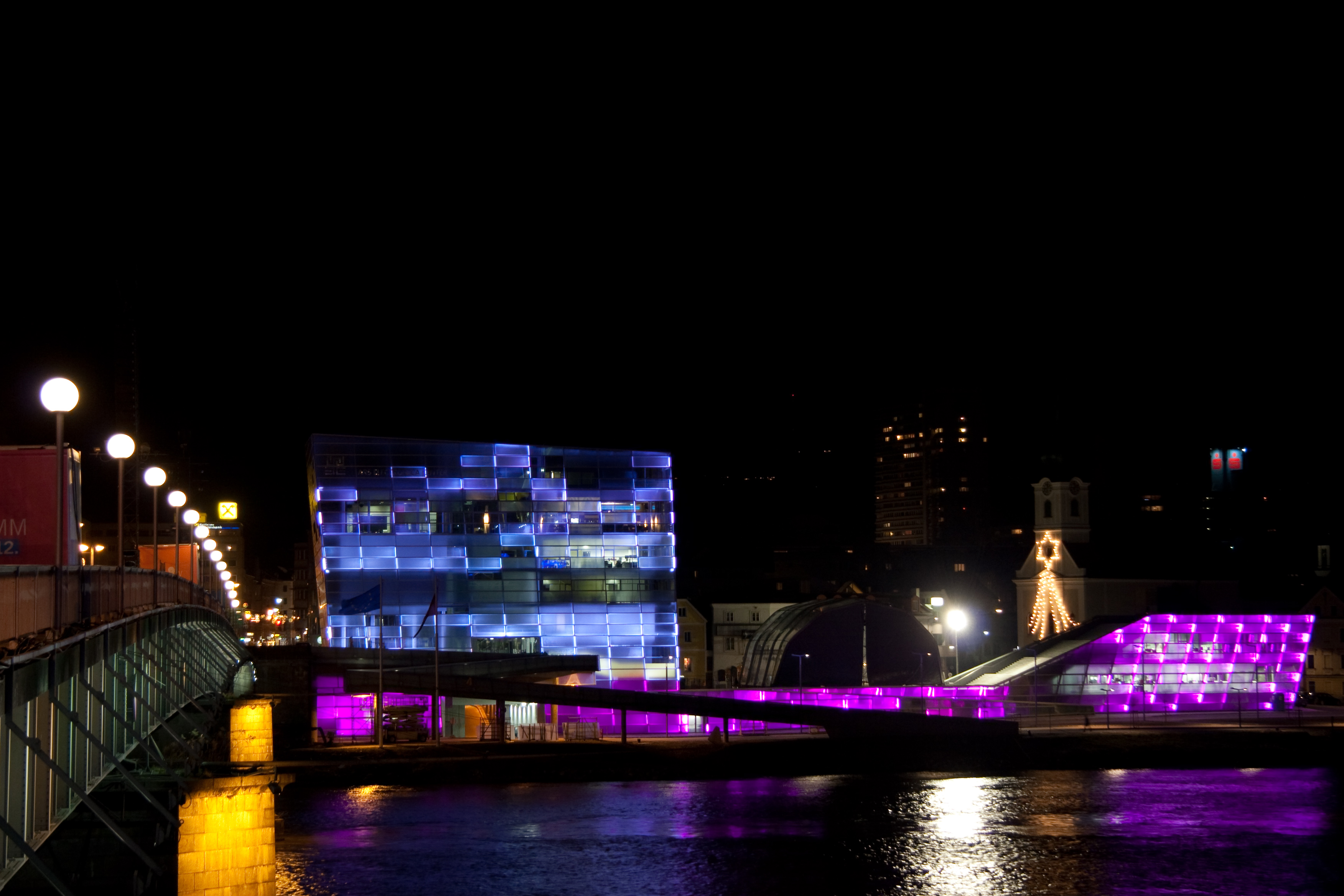
AEC (bleu et violet) dans la nuit

- - (Comoputeranimation/Film/Visual Effects) - Computer Animation / Film / effects visuels
  - (Interactive Art) - Art interactif
  - (Digital Musics & Sound Art) - Musiques numériques & d'art sonore
  - (Hybrid Art) - Art hybride
  - (Digital Communities) - Communautés numériques
  - (u19 - create your world (Name bis 2010: freestyle computing) - u19 (appelé jusqu'en 2010 informatique libre) créer votre monde
  - [the next idea] Art and Technology Grant - [L'idée suivante] Art et Technology Grant

## Festival
(voir aussi ci-dessus)
Chaque année le festival a un thème différent. (Les années de 1979 à 1986 sont sans thème.)
Les thèmes depuis 1987, en anglais :
- 1987 Free Sound
- 1988 The Art of Scene
- 1989 In the Network of Systems
- 1990 Digital Dreams - Virtual Worlds
- 1991 Out of Control
- 1992 Endo & Nano - The World From Within
- 1993 Genetic Art - Artificial Life
- 1994 Intelligent Environment
- 1995 Welcome to the Wired World - Mythos Information
- 1996 Memesis - The Future of Evolution
- 1997 FleshFactor - Informationsmaschine Mensch
- 1998 Infowar - information.macht.krieg
- 1999 LifeScience
- 2000 NEXT SEX - Sex in the Age of its Procreative Superfluousness
- 2001 Takeover - Who's doing the art of tomorrow
- 2002 Unplugged - Art as the Scene of Global Conflicts
- 2003 Code - The Language of Out Time
- 2004 Timeshift - The World in 25 Years
- 2005 HYBRID - Living in a paradox
- 2006 SIMPLICITY - The art of complexity
- 2007 GOODBYE PRIVACY – Welcome to the Brave New
- 2008 A NEW CULTURAL ECONOMY – The Limits of Intellectual Property
- 2009 HUMAN NATURE - The Anthropocene
- 2010 REPAIR - ready to pull the lifeline
- 2011 Origin - How It All Begins
- 2012 THE BIG PICTURE
- 2013 „TOTAL RECALL – The Evolution of Memory“
- 2014 „C – What it takes to change“
- 2015 „POSTCITY – Lebensräume für das 21. Jahrhundert“
- 2016 „RADICAL ATOMS and the alchemists of our time“
- 2017 „Artificial Intelligence – Das andere Ich“
- 2018 „ERROR: the Art of Imperfection“